# Есте (династия)
Дом Есте (на италиански: Casa d'Este) е една от най-дълго просъществувалите европейски династии. Първите негови представители могат да бъдат идентифицирани в потомците на Отбертините, докато последният кадетски клон на произход е Дом Австрия-Есте, който угасва по кръвна линия през 1875 г. със смъртта на херцог Франц V Австрия-Есте и достига до днес по наследство и ново династично създаване, одобрено от император Франц Йосиф I Австрийски, с дома на Лоренц Ото Карл Австрийски-Есте.

## Произход на името
Името на фамилията е свързано с град Есте във Венето, тъй като той е бил включен в териториите, притежавани от фамилията от XI век нататък. Маркиз Алберто Ацо II д’Есте през 1073 г. прехвърля своя двор в Есте, който остава там до 1242 г., когато Ацо VII д’Есте, след като побеждава Ецелино III да Романо, мести семейството във Ферара. В този град, по-късно наречен „на Есте“, семейството идва в края на XII век, за да разшири сферата си на влияние, което до този момент е само в регион Венето.

## История
Произходът на семейството трябва да се потърси в периода на Каролингската империя, така че то трябва да бъде свързано с Карл Велики. Две важни изследователски работи хвърлят светлина върху историята на семейството: тази на германеца Готфрид Вилхелм фон Лайбниц и тази на италианеца Лудовико Антонио Муратори.
Лайбниц, назначен за историк и велик съветник на двора на херцозите Брауншвайг-Люнебург, принадлежащи към Дом Хановер, има за задача да покаже произхода на фамилията от Есте. Откриването на тази връзка, само незначително свързана с историческия интерес, би позволило на Хановерците да засилят претенциите си за титлата „Курфюрст“. Лайбниц идентифицира тази връзка, като открива решаващо доказателство през 1690 г., когато посещава гробниците на Есте в Абатство „Вангадица“ в Бадия Полезине. Тук той изследва епитафиите на гробниците на Алберто Ацо II д’Есте и съпругата му Кунигунда от Алтдорф (наследница на баварския клон на Старите Велфи, изчезнал по мъжка линия с брат ѝ Велф III Каринтински), доказателства за династична връзка между двете фамилии. Лайбниц вече е намерил потвърждение за принадлежността на Алберто Ацо към Дом Есте, след като е изследвал ръкописен документ, запазен в Аугсбург. Най-големият син на Алберто Ацо и единственият син на двойката, Велф IV д'Есте, става херцог на Бавария през 1070 г. С него започва кадетския клон Велфи, от която херцозите Баруншвайг-Люнебург произхождат по права линия. Друг негов син, Фолко I д'Есте, наследява италианските бащини територии, продължавайки династията Есте.
Муратори, който е допуснат като архивист и библиотекар до двора на Есте от Риналдо д’Есте, по-късно работи дълго време върху историческите и правните източници, които легитимират правата на дома, и следователно върху неговия произход. Ученият точно свързва първоначалния род на фамилията с лангобардския ѝ произход. Бонифаций I Тоскански е лангобардският феодал от баварски произход, който пристига в Италия с Карл Велики. Синът му Бонифаций II има титлите на граф и херцог на Лука и префект на Корсика. Потомците му са Адалберто I, Адалберто II, Гуидо и Адалберто III. Оберто I почти сигурно е син на Адалберто III и от него произлизат четири клона на фамилията Отбертини, включително Есте, преди 1000 г.
Ето защо за истински родоначалник на фамилията Есте трябва да се счита Алберто Ацо II д’Есте, който около 1035 г. се жени за Кунигунда от Алтдорф, дъщеря на Велф II от Алтдорф (принадлежащ към династията Стари Велфи, която изчезва малко след това).
Възходът на семейството в град Ферара става благодарение на Обицо I д’Есте, който се издига на власт с основната политическа и икономическа подкрепа на принцовете Джоколи.
Есте имат титлата „Маркиз“, наследена от Отбертините, господари на обширни територии в Северна Италия, и по-късно тази на „Херцог“. Тази херцогска инвеститура е двойна и се отнася до Борсо д’Есте, който през 1452 г. е номиниран за херцог на Модена и Реджо от император Фридрих III Хабсбургски и през 1471 г. става първият херцог на Ферара чрез инвеститура от папа Павел II. По това време Ферара е обединена от връзки на васалитет към Папската държава, докато Модена и Реджо зависят от императорската власт, попадайки в границите на Свещената Римска империя.
Владенията на Есте се простират до Фанано (1352 г.), Гарфаняна (1429/1451 г.), Карпи (1527 г.), Сеньория Кореджо (1636 г.), Херцогство Мирандола (1711 г.), Графство Новелара и Баньоло (1737 г.) и Херцогство Маса и Княжество Карара (1790 г.).
Алфонсо II д’Есте няма законни наследници и това причинява през 1598 г. предаването на Ферара на Папската държава. След това херцогството е сведено до провинциите Модена и Реджо Емилия, териториално съседни, с Модена като столица, до 1796 г. Тогава територията е част от Цизпаданската република, Цизалпийската република, Италианската република и Кралство Италия.
С реставрацията през 1814 г. древното херцогство се връща към кадетския клон Австрия-Есте, тъй като дъщерята на Ерколе III д’Есте, Мария Беатриче д’Есте, се омъжва за Фердинанд Карл Хабсбург-Лотарингия, син на Мария Терезия Австрийска. През 1829 г. е добавено Херцогство Маса и княжество Карара, а през 1847 г. – Херцогство Гуастала. Херцогство Модена и Реджо окончателно престава да съществува с анексирането си към Кралство Сардиния през 1859 г. и след това към Кралство Италия.

## Произход и потекло на двата основни клона
Фамилията Есте произхожда от Отбертините, господари на Милано и Западна Лигурия към края на X век. Фамилиите Палавичини, Кавалкабò и Маласпина имат подобен произход. Оберто I, маркиз на Лигурия, граф на Луни и пфалцграф, имперски викарий, е родоначалник на четирите дома.
Гуидо Тоскански, живял през X век, е потомък на древните херцози и маркизи на Тоскана, и е син на Адалберт II. В документ от 1011 г. синът му Адалберт III се споменава с титлата „маркиз“, приписвана само на владетелите на една от марките или провинциите, на които е разделена Италия. В случая на Адалберт III това е Отбертиновата марка, която включва Ломбардия и Лигурия. Потомците са Оберто I, Оберто II, Алберто Ацо I д’Есте и Алберто Ацо II д’Есте.
Алберто Ацо II има три деца: Фолко, Велф и Хуго.
- Германският клон с Дом Велфи произхожда от Велф IV д’Есте. Велф IV е осиновен от чичо си по майчина линия Велф III Каринтски и го наследява като херцог на Каринтия, променяйки фамилията си, за да увековечи рода си, който иначе би изчезнал с чичо му. Велф става херцог на Бавария през 1070 г. и дава началото на кадетския клон Велфи, от който произлизат Хановерците, които първо са херцози на Брауншвайг-Люнебург, а след това на Брауншвайг, крале на Хановер, крале на Великобритания, крале на Ирландия и крале на Обединеното кралство Великобритания и Ирландия.
- Хуго се мести във Франция и става граф на района на Мен.
- Oт Фулко I д’Есте произхожда италианският клон Дом Есте: той вижда последователност от маркизи и херцози до 1859 г.

## Маркизи на Есте (1039)
Италианският клон на Есте произхожда от Оберто I и неговия син Оберто II. Алберто Ацо II д’Есте, граф на Луниджана и Милано, господар на Есте и Ровиго, е родоначалник на фамилията.
След това династията продължава с другия син на Ацо II, Фолко I д’Есте. Фолко I има известни трудности в началото на своето господство, но разпорежданията на баща му, който оставя притежанието на италианските територии на него и на неговите потомци, карат братята да се преместят. Хуго емигрира във Франция, а Велф – в Германия. Различни фамилии през този период се борят за територията на Ферара, включително фамилията Каноса, и градът все още официално се управлява от общинско правителство. Около 1122 г. е първото разрушително наводнение на река По във Фикароло, последвано от много други и през 1135 г. във Ферара е построена новата катедрала „Св. Георги“. Могъщите местни фамилии Салингуера и Торели започват да се борят за власт, а освен това има икономически трудности, свързани с променените условия, както търговски (отклонение на курса на По), така и връзките с най-близките центрове на власт като Болоня, Равена и Венеция или сравнително по-далеч като Милано и Флоренция.
Семейство Есте се утвърждава благодарение на политическия и материален принос на семейство Джоколи. Джоколо Джоколи благоприятства обещанието за брак на своята племенница Маркезела Аделарди, дъщеря на Аделардо Аделарди дей Маркезела, с Ацо VI д'Есте, син на Ацо V д’Есте и внук на Обицо I д’Есте. Бракът никога не е отпразнуван поради преждевременната смърт на годеницата през 1186 г. и Есте наследяват по този начин активите и привилегиите на семейство Аделарди, което е изчезнало. Есте придобиват все по-голяма тежест в местния баланс на силите. Джоколи, наследници на Маркезела Аделарди, не претендират за наследството, но го предоставят на маркизите на Есте.
Алберто Ацо II д’Есте, на власт до 1097 г., е маркиз на град Есте (титлата достига до него чрез императорско номиниране). Той е първият господар на Ферара, подест на Мантуа и Верона. Докато е във Верона, Салингуера гонят Есте от Ферара, така че Ацо VI трябва да се бие със Салингуера Торели и с неговия съюзник Ецелино II да Романо. Император Ото IV фон Брануншвайг поема полето в своя полза и постига примирие между съперничещите си сили. Междувременно император Ото IV е отлъчен от Църквата и Ацо VI, променяйки стратегията си, застава на страната на папата, този път като се бие заедно с Фридрих II, жонглирайки много внимателно със съюзи. Той умира през 1212 г., неспособен да види ефекта от своята дипломация.
Титлата „Маркиз на Есте“ може да се разбира като отнасяща се до семейството или до мястото, за което се отнася инвеститурата, тоест град Есте.
Обицо I д’Есте, на власт до 1193 г., е първият от фамилията, избрал Ферара за резиденция на своя двор и е първият, който може да се похвали с титлата „Маркиз на Есте“, отнасяща се до град Ферара (Marchiobes de Este, от името на град Есте, не се появява в официалните исторически документи преди 1171 г.). Той се радва на голям престиж и когато има възможността през 1177 г. да участва в мирните преговори между император Фридрих I Барбароса и папа Александър III, отива във Венеция с ескорт от 180 въоръжени мъже.

## Господари на Ферара (1208-1308), господари на Модена (1288-1306) и господари на Реджо (1289-1306)
Ацо VI д’Есте, на власт до 1212 г., е първият господар на Ферара, подест на Мантуа и Верона. Докато е във Верона, Салингуера гонят Есте от Ферара, така че Ацо VI трябва да се бие със Салингуера Торели и с неговия съюзник Ецелино II да Романо. Император Ото IV поема полето в своя полза и постига примирие между противоположните сили. Междувременно император Ото IV е отлъчен от Църквата и Ацо VI, променяйки стратегията си, застава на страната на папата, като този път се бие заедно с Фридрих II, жонглирайки много внимателно със съюзи. Той умира през 1212 г., неспособен да види ефекта от своята дипломация.
Алдобрандино I д’Есте, на власт от 1212 до 1215 г., след смъртта на баща си, продължава политиката си на подкрепа на папа Инокентий III и бъдещия император Фридрих II и противопоставяне на император Ото. Той участва на различни фронтове; падуанците с Ецелино II атакува крепостта на Есте и я завладяват, принуждавайки го да се откаже от града, по който династията носи името си; във Ферара той постига споразумение със Салингуера и се опитва да защити Марка Анкона. За да организира армия, той е принуден да поиска заем от банкерите на Флоренция, които искат брат му Ацо VII като заложник като гаранция за плащането. Когато изглежда, че отново е завладял Анкона, Алдобрандино I умира по мистериозни причини едва на 25 год. По-късно Марка Анкона вече не принадлежи на Есте, въпреки че до 1330 г. династията продължава да се кичи с титлата. Във Ферара междувременно Салингуера поемат властта и я задържат 18 год.
Ацо VII д’Есте, на власт от 1222 до 1264 г., е изнудван от флорентинските банкери и се опитва да завладее Ферара дълго време, но без успех. Салингуера го канят в града, като му поставят капан, от който той едва избягва, но в който много от неговите лица са убити. Реакцията му е да атакува замъка на Фрата – владение на Салингуера, като убива много от тяхната фракция, назначен е за защитник на Църквата в битката срещу Ецелино III да Романо от папа Инокентий IV и през 1240 г. окончателно превзема Ферара. Завръщането във Ферара след почти 20 г. отсъствие поради семейство Салингуера се случва само благодарение на съюза с Венецианската република. В замяна Венеция получава важни търговски предимства и присъствието в градския двор на Есте на видам, един от неговите висши магистрати със задълженията на посланик и контрольор.
Обицо II д’Есте е маркиз, пожизнен владетел на Ферара от 1264 г., господар на Модена през 1288 г. и на Реджо Емилия от 1289 до 1293 г. Данте Алигиери го поставя в кръга на насилниците в своята „Божествена комедия“ („Ад“), силно белязан от кървави битки. Когато идва на власт, той успява да получи подкрепата на архиепископа на Равена, за да стабилизира господството на Есте във Ферара, която, тъй като е папски феод, прави Есте папски викарии. Вероятно умира убит от двамата си най-големи синове, Алдобрандино и Ацо, защото е посочил по-малкия си син Франческо за свой наследник.
Ацо VIII д’Есте е на власт от 1293 до 1308 г. В ранните години той се противопоставя на братята си от мъжки пол, подкрепяни от Ланфранко Ландоне от Модена и семейство Боскети. Ацо VIII надделява и започва да сключва съюзи със съседните господари, за да се опита да укрепи владението си, включвайки и Милано в тази политика, тъй като сестра му Беатриче е омъжена за Галеацо I Висконти . През 1305 г. той има проблеми с Модена и Реджо, защото и Болоня, и Парма подновяват враждебните действия срещу тези два града и ситуацията става по-трудна, когато Верона и Мантуа също се изправят срещу семейство Есте. През първите месеци на 1306 г. Модена и Реджо са загубени. Неговото завещание, което оставя всички притежания на неговия племенник Фолко, причинява след смъртта му период на конфликт относно наследяването, което води до Първата война за Ферара. Ферара, Модена и Реджо са загубени от семейството за няколко години. За кратко време, въпреки различните му разпореждания, го наследява Фреско д’Есте.
Фреско д’Есте остава на власт за няколко месеца през 1308 г., в период на трудности за семейството, което губи господството на Ферара и териториите, свързани с нея за няколко години. Това се случва, защото в завещанието си Ацо VIII нарежда господството да премине към неговия внук Фолко II, докато подестът на Ферара вместо това постановява, че наследството ще премине към Фреско. Алдобрандино II д’Есте и Франческо се противопоставят и поискват намесата на папа Климент V. Венецианците се намесват, но папските войски успяват да получат контрол над Ферара, която за почти девет години, от 309 до 1317 г., се връща под прякото управление на Папската държава. Фреско бяга във Венеция и остава там със сина си Фолко II до смъртта си през 1312 г.
Поради това Есте губят правата си на наследство за известен период от началото на XIV век. Във Ферара те са принудени да оставят управлението от 1308 до 1317 г., в Модена от 1306 до 1336 г. и в Реджо от 1306 до 1415 г. Това затруднява установяването през онези години на наследяването на властта, което допълнително се усложнява от раздорите между самите наследници на фамилията.

## Господари на Ферара (1317-1471), господари на Модена (1336-1452) и господари на Реджо (1409-1452)
Алдобрандино II д’Есте е на власт от 1317 до 1326 г., в период на много трудни отношения с папството. Син на Обицо II д’Есте, след смъртта на по-големия си брат Ацо VIII д’Есте той става само формално маркиз на Ферара.
Обицо III д’Есте е господар на Ферара от 1326 до 1352 г., но успява да се помири с папата едва през 1344 г., като по този начин си възвръща викариата на града от папа Климент VI. От Манфредо I Пио той получава град Модена през 1336 г. в замяна на Карпи и Сан Марино (днес подселище на Карпи). Когато братята му Риналдо II и Николо I умират, той остава единственият господар на града. През 1344 г. разширява владенията си и към Парма, но никога не успява да превземе град Реджо.
Алдобрандино III д’Есте е на власт от 1352 до 1361 г. Първоначално той се опитва да постигне споразумение с Франческо д'Есте, който живее във Венеция, но последният, подкрепен и от братовчед си Риналдо, се противопоставя и получава подкрепата на родовете Да Карара от Падуа, Малатеста от Римини и Гонзага от Мантуа. Алдобрандино на свой ред получава подкрепата на Кангранде II дела Скала и успява да получи господството над Модена и Фриняно от Карл IV Люксембургски за себе си и за Дом Есте. За кратко време е в конфликт с Висконти от Милано и поради споровете за господството на Болоня заема неутрални позиции, като по този начин получава повторно потвърждение на викариата на Ферара.
Николо II д’Есте е на власт от 1361 до 1388 г. В ранните години той се съюзява с Падуа, Верона и Мантуа срещу Бернабо Висконти. Той получава закрилата на папа Урбан V, украсява Ферара с някои монументални сгради като например манастира Сан Гулиелмо. Трагично и важно събитие е това на 3 май 1385 г., когато разгневената тълпа напада съдебната канцелария и дори силите на маркиза не могат да ѝ се противопоставят. Висшият магистрат, отговорен за фискалната политика, необходима за живота на двора, но всъщност изпълнител на волята на господаря, Томазо да Тортона, е изоставен от маркиза на трагичната си съдба и е убит от бунтовниците. Няколко месеца по-късно, след като бунтът е потушен, Николо II започва строежа на замъка на Есте (Кастело Естенсе), като поверява проекта на Бартолино да Новара. Замъкът е роден като приоритет като защита на двора срещу собствените си поданици и по-късно се превръща в ренесансова княжеска резиденция.
Алберто V д'Есте е на власт от 1388 до 1393 г. Веднага след като е поставен като господар на Ферара, наследявайки брат си Николо II, той трябва да се изправи пред бунта на Обицо, син на Алдобрандино, и на майка му Беатриче да Камино. Преодолявайки опасността и убивайки всички заговорници, той се посвещава на ръководството на маркграфството, съюзявайки се с Джан Галеацо Висконти и поддържайки добри отношения с папата. Той също така отива в Рим като каещ се, получавайки от папа Бонифаций IX потвърждения относно правата на семейството, анулирането на дългове и концесията за основаване на бъдещия Ферарски университет. И по време на неговото управление войните продължават, по-специално тези срещу Флоренция, Болоня и Падуа, а междувременно Ферара се обогатява с важни архитектурни паметници като двореца Парадизо (днешната Общинска библиотека „Ариосто“) и Вила „Белфиоре“.
Николо III д’Есте е на власт от 1393 до 1441 г. Той превръща Ферара в голям ренесансов културен център, предусещайки действията на своите наследници. Идва на власт едва 10-годишен. Има несъмнени дипломатически и стратегически качества, постигайки значителни резултати в много области. Успява да поддържа благоразумно отношение към съюзи, като трябва да се защитава от Падуа, Венеция и Парма. Превръща Ферара в такъв възел от интереси, така че там се провежда сесия на Съвета, който трябва да преговаря за отношенията с православната църква, да се бори с ересите и да реформира Католическата църква. Той успява да присъедини нови земи към господството, като Гарфаняна, Луго и територии в Полезине на север от река По. Получава контрол над феоди като Крема, Новара и Кастелнуово ди Тортона. Съюзява се с Филипо Мария Висконти, който му дава достатъчно увереност, че синът му Борсо може да стане кандидат за наследник на Милано. Той също така е известен с интензивната си извънбрачна дейност (поражда поговорката „От двете страни на река По всички са деца на Николо“) и с трагичната история на извънбрачния му син Уго и връзката с мащехата му Паризина.
Леонело д’Есте е на власт от 1441 до 1450 г. През десетте години, в които е маркиз на Ферара, градът изживява период на голям културен и творчески кипеж. Той е начетен княз и може би единственият от всички Есте, който силно вярва в стойността на културата. За да постигне целта за укрепване на винаги несигурната ситуация в държавата, той се стреми да поддържа мира, като се движи внимателно на дипломатическо ниво и възобновява бъдещия Ферарски унивеситет, привличайки личности, които по-късно дават живот на важен литературен кръг (например Анджело Дечембрио, Тито Веспасиано Строци и Гуарино Веронезе).
Според историка на изкуството Херман Гундершаймер в периода между идването на власт на Леонело д’Есте (1441) и края на херцогството на Ерколе I д’Есте (1505) са концентрирани събития, които могат да се считат за централни момент от господството на Есте и великолепието на град Ферара. През тези 64 години се извършва най-голямото териториално разширение на господарството, създават се едни от най-значимите архитектурни произведения, както и големи литературни произведения и се усъвършенства моделът на „ренесансовия деспотизъм".

## Херцози на Ферара (1471-1598), херцози на Модена (1452-1796), херцози на Реджо (1452-1796)
Херцозите на Ферара, Модена и Реджо исторически са само петима суверени със съответните им съпруги. Първият от тях, Борсо, получава инвеститурата по време на своето господство и наследява Леонело д’Есте с титлата „маркиз“, която запазва за дълго време.
Борсо д’Есте, на власт от 1450 до 1471 г., е първият, който носи титлата на херцог от семейство Есте. През 1452 г. я получава от Фридрих III Хабсбургски, ставайки херцог на Модена и Реджо, а през 1471 г. подобна титла идва от папа Павел II. Модена и Реджо по това време са част от териториите, подчинени на Свещената Римска империя, докато Ферара е сред подчинените на Църквата. През 20-те години, през които той е неоспорим господар, той се опитва неуспешно да разшири териториалните граници, но отделя много енергия, за да получи херцогските инвеститури, които в случая с папското назначение идват едва няколко месеца след смъртта му. Борсо е личност, много внимателна към своя имидж, и са известни някои от грандиозните му паради, насочени към повишаване както на величието на семейството, така и на неговия личен живот. Една по-критична историческа интерпретация разглежда номинирането му за херцог от папата като форма на подчертаване на феодалния статут на Ферара спрямо Папската държава и също така преоразмерява неговите добродетели на добро управление въпреки изобразителното му прославяне, по-специално в Дворец „Скифаноя“.
Ерколе I д’Есте, на власт от 1471 до 1505 г., се жени за Елеонора Арагонска, дъщеря на Фердинанд I Неаполитански, демонстрирайки престижа, на който се радва Дом Есте по това време. От началото на своето господство той е ангажиран с Венецианската република, която възнамерява да разшири територията под свой контрол и по време на сблъсъците, които последват, губи владенията на Есте в Полезине - район на Венето в полза на венецианците, но засилва контрола си в земите на юг от река По. Той също има трудности със идването в Италия на краля на Франция Шарл VIII, но в този случай успява да жонглира със съюзи с повече късмет. След първите години на херцогството става много умел в създаването на приятелства и връзки, по-специално в използването на средствата на брака между управляващи домове и семейства. Синът му Алфонсо се жени за Лукреция Борджия, дъщеря на управляващия папа Александър VI, дъщеря му Изабела д’Есте се омъжва за владетеля на Мантуа Франческо II Гондзага, а друга негова дъщеря, Беатриче д’Есте, се омъжва за Лудовико „Мавъра“. 
На него и на придворния архитект Биаджо Росети се дължи разширяването на града, известен като Адиционе Еркулеа, което прави Ферара първият модерен европейски град. По време на неговото херцогство град Ферара достига блясък, невиждан досега, дори ако голяма част от това е платено от населението, което, особено в най-бедната си част, живее в трудни години.
Алфонсо I д’Есте, на власт от 1505 до 1534 г., е известен също като артилерийски херцог. Изкусен като военен и отличен познавач на най-модерните за времето си оръжия, той не притежава същите административни и дипломатически умения. Сблъсква се с двама папи: папа Пий III (наследник на папа Александър VI, за чиято незаконна дъщеря Лукреция Борджия се жени във втори брак) и папа Юлий II, и почти губи Херцогство Ферара. Той се присъединява към Камбрийската лига срещу Венецианската република, оставайки съюзник на краля на Франция Луи XII и след мира между венецианците и папа Юлий II. Папата обявява феода Ферара за вакантен и го отлъчва от Църквата през 1510 г., но малко след това умира и Алфонсо не понася незабавните последици от този тежък акт на Ватикана, който би могъл да има драматични резултати.
Между 1526 и 1527 г. той участва в експедицията на Карл V Хабсбург срещу папа Климент VII и отново получава потвърждение като херцог на Ферара през 1530 г. През периода, през който династията Есте е на власт, тя преминава през деликатен етап, свързан с бунта на братята на Алфонсо – Феранте и Джулио. Двамата се опитват да стигнат до управлението на град Ферара, но са победени, благодарение и на подкрепата, която Алфонсо получава от другия си брат Иполито I д’Есте. Двамата бунтовници са затворени в подземията на Замъка на Есте. Феранте умира  като затворник, след 34 години в затвора, през 1540 г., докато Джулио е освободен едва през 1559 г. от Алфонсо II д’Есте, почти забравен от всички.
Ерколе II д’Есте, на власт от 1534 до 1559 г., се жени за Рене Френска, дъщеря на краля на Франция Луи XII и херцогиня Анна Бретанска. Той превръща Ферара във важен културен център, също и за разпространението на Реформацията в Италия, като така създава търкания с Църквата. През 1556 г. той, заедно с папата и Франция, воюва срещу Испания, постигайки отделен мир през 1558 г. Брат му, кардинал Иполито II д’Есте, построява прочутата Вила д'Есте в Тиволи.
Алфонсо II д’Есте, на власт от 1559 до 1597 г., живее като млад за дълъг период от време във френския двор на Анри II, където е и когато баща му Ерколе II д’Есте умира. Той незабавно се връща във Ферара и сред първите му решения е помилването на Джулио д'Есте, който е затворник в замъка от цели 53 год., и кара майка му Рене Френска, която не е харесвана от Църквата, да напусне града. Той се съюзява с Австрия и подкрепя Максимилиан II Хабсбург срещу турците. Запазва Ферара сред големите културни столици на времето, но трябва да се изправи пред тежкото земетресение в града през 1570 г. и тежкия период на глад. Има три съпруги: Лукреция Козимо Медичи, Барбара Австрийска и Маргарита Гондзага. Въпреки това умира без законни наследници и определеният му наследник Чезаре д’Есте не е признат от Църквата, така че папа Климент VIII през 1598 г. налага прехвърлянето на властта и си присвоява отново древния папски феод, връщайки го обратно под неговата пряка юрисдикция, упражнявана чрез кардиналните легати.
През различните векове, през които Есте управляват Ферара, според Марко Фолин, те показват различен стил от другите семейства от историческия период. По време на максималното териториално разширение на херцогството те контролират много голяма територия на юг от река По и имат четвърт милион поданици. Въпреки локалните различия между отделните центрове те се адаптират и същевременно се наслагват над съществуващите териториални институции.
Към Ферара, по-специално, Есте обръщат голямо внимание, като я разширяват с многобройни допълнения (най-важното от които е Допълнението на Ерколе, т.е. Адиционе Еркулеа), за да ѝ придадат вид на модерен град и достойнството на столица. Макар че малцина от господарите от Есте наистина са наясно с културните последици от тяхното управление, всички те разбират политическите последици, произтичащи от защитата на изкуствата и културата по отношение на другите династии.
Те показват голяма толерантност към евреите, като ги посрещат от най-ранните дни на присъствието си в града, и Ферара се превръща в отправна точка за изгнаници от Испания и Португалия, може би една от малкото алтернативи на Прага. От евреите те получават огромни предимства, като подобрения на херцогската търговия и не рядко икономическа подкрепа за начинанията си.
Различно е отношението към протестантите. По време на престоя на Рене Френска в града Ферара се превръща в център на прозелитизъм за калвинистите и това създава големи търкания с Папската държава, ставайки например една от предпоставките за загубата на феода.
С Алфонсо II д’Есте прекият произход на фамилията приключва и Ферара престава да бъде столица на херцогството. Император Рудолф II Хабсбург признава братовчеда на Алфонсо, Чезаре д’Есте, за херцог на Модена и Реджо, но папа Климент VIII отказва да направи същото за Ферара и с децентрализацията градът се връща в пряка зависимост от Папската държава.
Чезаре д’Есте, на власт от 1598 до 1628 г., незаконен племенник на Алфонсо I д’Есте, е първият владетел на Херцогство Модена и Реджо след пред на държавата на херцогството на Ферара, Модена и Реджо, постановено с края на папския феод Ферара, върнат под прякото управление на Ватикана. Той прекарва младостта си във Ферара и след женитбата си с Вирджиния Медичи през 1586 г. избира Двореца на диамантите за своя резиденция, където остава, докато дворът се премества в новата столица Модена. С прехвърлянето съдебните архиви са прехвърлени от Ферара в Модена и много активи, принадлежащи на семейството, като произведения на изкуството, библиотека, артилерия и други, частично лишавайки древната столица от ценни имущества. През първите си години на власт към него се присъединяват влиятелният херцогски съветник, министър-председателят Джовани Батиста Ладерки.
Алфонсо III д’Есте остава на власт от 1628 до 1629 г., само за седем месеца. Той е донякъде противоречива личност; горд защитник на честта на Есте до степен да се превърне в убиец по тази причина, но и изключително религиозен, много близък до съпругата си Изабела Савойска и способен да абдикира в полза на най-големия си син Франческо, ставайки капуцински монах в Мерано. Той основава, с името Джамбатиста да Модена, манастир в Гориция, отива във Виена и Инсбрук и след това, няколко години по-късно, се завръща отново в Модена, за да проповядва срещу евреите и в защита на един по-твърда морал в двора.

## Принцове на Кореджо (1631-1796), херцози на Мирандола и маркизи на Конкордия (1710-1796) и графове на Новелара и Баньоло (1737-1796)
Франческо I д’Есте остава на власт от 1629 до 1658 г. След като става господар на херцогството доста млад, той се оказва един от най-авторитарните владетели сред Есте. Налага тежки данъци на хората, за да укрепи отбранителните постройки на територията предвид периода на войни, през които преминава цяла Европа, и веднага се оказва, че трябва да се изправи срещу ужасна чумна епидемия, която удря Модена много тежко и води до смъртта на почти половината от населението. Франческо бяга от града и мести двора си в Ривалта (днес подселище на Реджо Емилия), успявайки да спаси цялото си семейство. След първите трагични години той се опитва да сключи съюзи с Франция и Испания и при едно от пътуванията си до Мадрид е изобразен на известна картина на Диего Веласкес. Франческо е много суетен, позира за други портрети или скулптури, като например за своя бюст, изваян от Джовани Лоренцо Бернини през 1651 г., и се обгражда със снизходителен и ласкав двор. Но той също така знае как да слуша хората и подкрепя художници и писатели като Алесандро Тасони.
Алфонсо IV д’Есте остава на власт от 1658 до 1662 г., само четири години. Той получвава господството над Кореджо със споразумения, които включват Франция и Испания. Постига този резултат и благодарение на съветите за политическа стратегия, които получава от кардинал Мазарини, за чиято племенница се жени – графиня Лаура Мартиноци. Той се опитва да върне Ферара и Комакио в териториите на Есте, но това е безуспешно.
Лаура Мартиноци, на власт като регентка от 1662 до 1674 г., е най-важната жена–представителка на семейство Есте в периода на Модена и Реджо. Въпреки че не е предвидена от линията на наследяване, тя всъщност е херцогиня от смъртта на своя съпруг Алфонсо IV до момента, в който властта е взета от нея от нейния син Франческо II, който навършва 14 г., по инициатива на Чезаре Иняцио д’Есте, който за тази цел организира заговор в момент на отсъствие на регентката от Модена. Тя е противоречива херцогиня, управлява държавата в труден момент, но излекува финансите ѝ, безмилостна е към част от семейството, строга към еврейската общност в Реджо, която затваря в гето, но и способна на големи дела на благотворителност. Тя е отговорна за работата по завършването на Херцогския дворец на Модена, Херцогския дворец в Сасуоло и основаването на манастира на Посещението до херцогския дворец.
Франческо II д’Есте има ефективна власт от 1674 до 1694 г. След като става херцог на 2-годишна възраст, майка му Лаура Мартиноци осигурява регентството на херцогството до 1674 г., когато по инициатива на братовчед му Чезаре Иняцио тя е свалена. Първоначално той делегира много държавни постове на Иняцио. През 1692 г. се жени за Маргерита Мария Фарнезе, принцеса на Парма, от която няма деца. Умира на 34 г.
Риналдо д’Есте е на власт от 1694 до 1737 г. Той става херцог на Модена и Реджо, след като е кардинал и е напуснал църковния път, за да запази наследството на херцогството на семейството. Той се жени за Шарлота Фелицита фон Брауншвайг-Люнебург и това, след 600 години раздяла между семействата Есте и Велфи, събира отново семействата. Той се опитва да подобри икономическите условия на своята територия, но смъртта на Карлос II отключва Войната за испанското наследство, чиито последици се усещат и в Модена и Реджо; френските войски нахлуват в Модена от Реджо и Риналдо намира убежище в Болоня. През 1706 г. германските войски, с които Риналдо се съюзява, си връщат херцогството и по този начин Есте си връщат контрола, който са изгубили, но намират херцогство в още по-лоши икономически условия. Тогава има нови териториални нашествия след войната за полското наследство, но в края на войните е получено Графство Новелара. Когато той умира, регентството преминава за кратко у дъщерите му Бенедета и Амалия, тъй като определеният за наследник Франческо III д’Есте е в Унгария на служба на император Карл VI Хабсбург, за да се бие срещу Османската империя.
Франческо III д’Есте е на власт от 1737 до 1780 г. Когато баща му умира, той е в Унгария и се връща в Модена в края на 1737 г., а съпругата му Шарлота-Аглая Бурбон-Орлеанска, която е в Париж, се присъединява към него в Модена едва в края на юни 1739 г. За кратко той губи контрол над херцогството, става офицер в испанската армия и си връща херцогството с Мира от Аахен. За да възстанови държавните бюджети, винаги в лошо състояние, той продава много от картините в Галерията на Есте на Август III от Полша, който ги прехвърля в Дрезден. Това, което е определено като „Дрезденска продажба“, е едно от най-сериозните загуби на италианското изобразително наследство. Междувременно херцогството е достигнало период на мир и Франческо урежда брака на своята племенница Мария Беатриче Ричарда с ерцхерцог Фердинанд Хабсбург-Лотарингски, но херцогската служба, останала у Есте, сега има само почетни функции, тъй като властта е управлявана почти директно от императора във Виена.
Ерколе III д’Есте, на власт от 1780 до 1796 г., е последният херцог на Модена и Реджо. Той е свален от французите и умира през 1803 г. Дъщеря му Мария Беатриче се омъжва за сина на император Франц II Хабсбург-Лотарингски, ерцхерцог Фердинанд I Австрийски, като по този начин постави началото на клона Австрия-Есте.

## Херцози на Модена, Реджо, Мирандола (1814-1859), херцози на Маса и принцове на Карара (1829-1859) и херцози на Гуастала (1848-1859)
След реставрацията държавите на Есте са възстановени и синът на Мария Беатриче, Франц IV Австрия-Есте, царува като херцог на Модена, Реджо, Мирандола, Маса и като принц на Карара. Той е наследен от сина си Франческо V Австрия-Есте, който е свален през 1859 г. и териториите са присъединени към Кралство Сардиния през 1860 г.

## Клон Велфи
Семейството Велфи има единствено общ произход с Есте, представен от Алберто Ацо II д’Есте (1009 - 1097), син на Алберто Ацо I д’Есте, който се смята за родоначалник на велфските херцози на Бавария, на графовете и по-късно херцози на Брауншвайг-Люнебург, херцозите на Сакс-Лауенбург и хановерските избиратели, от които произлизат кралете на Великобритания и Ирландия. Шарлота Фелицита фон Брауншвайг-Люнебург (1671 - 1710) се омъжва за Риналдо д’Есте, обединявайки отново двата клона на оригиналния дом след 600 години. Сред Велфите има няколко важни представители:
- Велф IV д’Есте (? - 1101), херцог на Бавария
- Хайнрих IX Баварски (1074 - 1126), херцог на Бавария
- Хайнрих X Баварски (~ 1108 - 1139), херцог на Бавария и херцог на Саксония
- Хайнрих Лъв (1129 - 1195), херцог на Бавария и херцог на Саксония
- Вилхелм от Уинчестър (1184 -1213), господар на Люнебург
- Ото I Брауншвайг-Люнебург (1204 - 1252), 1-ви херцог на Брауншвайг-Люнебург
- Алберт I Брауншвайг-Люнебург (1236 - 1279), херцог на Брауншвайг-Люнебург
- Магнус I Брауншвайг-Волфенбютел (1304 - 1369), херцог на Брауншвайг-Люнебург
- Магнус II Брауншвайг-Волфенбютел (1328 - 1373), херцог на Брауншвайг-Люнебург
- Бернар I Брауншвайг-Люнебург (1362 - 1434), херцог на Брауншвайг-Люнебург
- Ернст I Брауншвайг-Люнебург (1497 - 1546), херцог на Брауншвайг-Люнебург
- Вилхелм Млади Брауншвайг-Люнебург (1535 - 1592), херцог на Брауншвайг-Люнебург
- Георг Брауншвайг-Люнебург (1582 - 1641), херцог на Брауншвайг-Люнебург
- Йохан Фридрих Брауншвайг-Люнебург (1625 - 1679), херцог на Брауншвайг и принц на Каленберг
- Ернст Август Брауншвайг-Люнебург (1629 - 1698), херцог на Брауншвайг и принц на Каленберг, назначен избирател на Хановер. Той се жени за София от Пфалц, дъщеря на Елизабет Стюарт
- Джордж I от Великобритания (1660 -1727), крал на Великобритания и Ирландия.

## Кадетски клонове на Дом Есте

### Линия на Маркизите д’Есте (1308-1463)
Кадетският клон произхожда от Франческо д’Есте по време на спора с Фреско д’Есте и изчезва с кондотиера Бертолдо II д’Есте, който умира без наследници през 1463 г. при обсадата на Коринт.
- Франческо д’Есте (? - 1312)
- Ацо IX д’Есте (? - 1318)
- Бертолдо I д’Есте (? - 1343)
- Франческо д’Есте (1325-1384)
- Ацо X д’Есте (1344-1415)
- Тадео д’Есте (1390-1448)
- Бертолдо II д’Есте (? - 1463)

### Есте ди Сан Мартино (1490-1752)
Територията на Сан Мартино ин Рио, известна още като Сан Мартино д’Есте, принадлежи на Дом Есте от 1430 г., първо под владението на Николо III д’Есте, който през 1440 г. одобрява Статутите, след това с неговите наследници Леонело и Борсо, и накрая с Ерколе I, който го дава на брат си Сиджизмондо през 1490 г. Сиджизмондо I д’Есте постига това сеньорията да стане независима, като поема управлението от древния феод Сан Мартино ин Рио с Кампогалиано, Кастеларано, Сан Касиано и Ротеля. В края на XVI век, като имперски феод, той е издигнат до статут на маркграфство. През 1752 г. родът на Сиджизмондо изчезва и в края на 1767 г. феодът, предоставен дотогава на най-голямата дъщеря на последния маркиз, е погълнат отново от Херцогската камара.
- Сиджизмондо I д’Есте (1433 - 1507)
- Ерколе д’Есте ди Сан Мартино (? - 1523)
- Сиджизмондо II д’Есте (? - 1561)
- Филипо I д’Есте (1537 - 1592)
- Карло Филиберто I д’Есте (1571 - 1652)
- Филипо II Франческо д’Есте (1621 - 1653)
- Карло Емануеле д’Есте (1622 - 1695)
- Сиджизмондо III д’Есте (1647 - 1732)
- Карло Филиберто II д’Есте (1678 - 1752)

### Есте ди Монтекио (1534-1597)
Късият клон Есте ди Монтекио (Este di Montecchio) произхожда от Алфонсо д’Есте, естествен син на херцог Алфонсо I д’Есте, на когото баща му е възложил важни владения. Император Фердинанд I от Хабсбург през 1569 г. е издигнал титлата до марграф на Монтекио.
- Алфонсо д'Есте (1527-1587) (1527-1587)
- Чезаре д'Есте (1562-1628)

### Есте ди Скандиано (1643-1725)
- Луиджи I д’Есте (1594 - 1664)
- Луиджи II д’Есте (1648 - 1698)
- Форесто д’Есте (1652 - 1725)

### Клон Торторичи
Клон на Есте е пренесен в Торторичи в Сицилия в средата на XVI век, вероятно поради несъгласия с херцогския клон. Град Торторичи се откупва от феодалното господство през 1628 г., превръщайки се в 41-ия държавен град на Сицилианското кралство. Членовете на клона на Торторичи заемат важни обществени длъжности повече от три века и принадлежат към херцогската линия на Есте Ориолес.
Клонът, довел до фамилното име „д’Есте Ориолес“ (d'Este Orioles), е този на Берингарио III, барон на Сампиеро сопра Пати, и на Ракуя, баща на Мелкиоре, от когото е Франческо, генерален кмет на Торторичи през 1637 г. Племенницата му Дона Феличита от Бароните на Сампиеро сопра Пати, дъщеря на Орацио Ориолес, е родоначалник на княжеския клон на Кастелфорте и е първата, която получава тази титла, дадена с привилегия на 23 юни 1656 г. и разпусната на 23 декември 1657 г. от управляващия Филип IV на Испания (Филип III на Сицилия). От брака на Франческо и Дона Анджела Ромео се ражда Дона Джована Ориолес, която се омъжва за Антонино д'Есте на 3 февруари 1662 г. 
С патентно писмо през 1663 г. от вицекраля на Сицилия – херцогът на Сермонета Франческо Мария Каетани Антонино става граф на клона Есте Ориолес и господар на Сан Джулиано. Херцогът на Модена Ерколе III д’Есте, на 30 октомври 1798 г., с разпоредба на правосъдието, дава на клона на Торторичи херцогската титла, следователно потомците на градовете Торторичи и Чивитавекия са претенденти за херцогската титла и през XXI век.

## Династично наследство на Дом Австрия-Есте след смъртта на херцог Франц V
Династията Австрия-Есте изчезва по мъжка линия със смъртта на Франц V Австрийски-Есте, свален през 1859 г. и починал през 1875 г. Франц V, от момента на свалянето си от власт до смъртта си, се опитва да запази жива възможността за възстановяване на държавата Модена, Реджо и Карара и налага като неотменими завещателни условия за неговото наследяване титлата и герба на Ерцхерцог на Австрия да бъде запазен, като по този начин запазва името на Есте в династията Хабсбург-Лотарингия. Като друго, алтернативно условие е династията да продължи с принц на Бурбоните, но не и с такъв от Вителсбахите от Бавария, и при всеки случай наследникът трябва говори италиански език. Той номинира ерцхерцог Карл Лудвиг Хабсбург-Лотарингия, по-малък брат на император Франц Йосиф I Австрийски, който по този начин става наследник на Австрия-Есте. Император Франц Йосиф запечатва тази линия на ерцхерцог Франц Фердинанд, който приема името Австрия-Есте и през 1896 г. става наследствен принц на Хабсбургската империя.
Децата на ерцхерцог Франц Фердинанд са родени от морганатичен брак и императорът определя своя правнук Роберт Австрийски-Есте, второроден син на бъдещия император Карл I от Австро-Унгария, за наследник в наследствената линия Австрия-Есте. Роберт е потомък на Ерколе III д'Есте и кръвта на последните херцози на Есте все още е обединена с името Австрия-Есте и благодарение на майка му Цита Бурбон-Пармска, правнучка на Тереза Савойска, херцогиня на Лука и Парма, която е дъщеря на Мария Тереза Австрийска-Есте.
Династичната традиция се поддържа от Лоренц Австрийски-Есте, най-големият син на ерцхерцог Роберт Австрийски-Есте и женен за принцеса Астрид Белгийска, единствената дъщеря на Албер II Белгийски. От 1991 г. децата на двойката имат титлата на ерцхерцог (ерцхерцогиня) на Австрия-Есте и принц (принцеса) на Белгия. През 1995 г. Лоренц получава допълнителната титла „Принц на Белгия“. Най-голямото от техните деца е принц Амадей, ерцхерцог на Австрия-Есте, роден през 1986 г.
Пряката патрилинейност на Есте, отделяйки се от италианския клон, продължава с германския клон и с потомците на Велф IV д’Есте. Велф е херцог на Бавария и като се жени за Юдит Фландерска създава семейство Велфи, след това Дом Хановер. Според тази линия пряк потомък на Есте е принц Ернст Август от Хановер.

## Благороднички и суверени от сем. Есте
- Беатриче д’Есте (1215 - 1245), дъщеря на Алдобрандино I д’Есте, се омъжва за Андраш II от Унгария и е кралица-консорт на Унгария
- Тадеа д’Есте (1365 - 1404), дъщеря на Николо II д’Есте и Верде дела Скала, е съпруга на Франческо II да Карара и следователно е последната господарка-консорт на Падуа от рода Да Карара.
- Джиневра д’Есте (1419 - 1440), дъщеря на Николо III д’Есте и Паризина Малатеста, е съпруга на Сиджизмондо Пандолфо Малатеста и следователно е господарка-консорт на Римини.
- Изабела д’Есте (1474 - 1539), дъщеря на Ерколе I д’Есте и Елеонора Арагонска, се омъжва за Франческо II Гонзага, маркиз на Мантуа. Тя е сред най-влиятелните личности на Ренесанса.
- Беатриче д’Есте (1475 - 1497), дъщеря на Ерколе I д'Есте и Елеонора Арагонска, се омъжва за Лудовико „Мавъра“ и е херцогиня-консорт на Милано и Бари. Водеща фигура в италианската политика в края на ХV век.
- Елеонора д’Есте (1515 - 1575), дъщеря на Алфонсо I д’Есте и Лукреция Борджия.
- Изабела Мария д’Есте (1519 - 1521), дъщеря на Алфонсо I д’Есте и Лукреция Борджия.
- Анна д’Есте (1531 - 1607), най-голямата дъщеря на Ерколе II д’Есте и Рене Френска. В първия си брак тя се омъжва за Франсоа I дьо Гиз и е херцогиня на Омал, след това на Гиз; във втория си брак тя се омъжва за Жак Савойски-Немур и става херцогиня на Немур и на Женева.
- Лукреция д'Есте (1535 - 1598), дъщеря на Ерколе II и Рената Френска. Омъжва се за Франческо Мария II дела Ровере и е херцогиня-консорт на Урбино.
- Елеонора д’Есте (1537 - 1581), последната дъщеря на Ерколе II и Рене Френска.
- Лаура д’Есте (1590 или 1594 - 1630), дъщеря на Чезаре д’Есте и Вирджиния Медичи. Тя се омъжва за Алесандро I Пико дела Мирандола много млада и е херцогиня-консорт на Мирандола и маркиза на Конкордия.
- Елеонора д’Есте (1595 - 1661), дъщеря на Чезаре д'Есте и Вирджиния де Медичи, постъпва в манастира „Санта Киара“ в Карпи много млада и става негова игуменка.
- Маргарита д’Есте (1619 - 1692), дъщеря на Алфонсо III д’Есте и Изабела Савойска. Тя се омъжва за Феранте III Гонзага и става херцогиня-консорт на Гуастала.
- Анна Беатриче д’Есте (1626 - 1690), дъщеря на Алфонсо III и Изабела Савойска. Тя се омъжва за Алесандро II Пико дела Мирандола и става херцогиня-консорт на Мирандола, както и принцеса на Модена и Реджо, на Свещената Римска империя, господарка-консорт на Конкордия, на Сан Мартино ин Спино и Чивидале.
- Изабела д’Есте (1635 - 1666), дъщеря на Франческо I д’Есте и Мария Фарнезе. Тя се омъжва за Ранучо II Фарнезе и е херцогиня-консорт на Парма и Пиаченца.
- Елеонора д’Есте (1643 - 1722), дъщеря на Франческо I и Мария Фарнезе. Тя става монахиня с името „Мария Франческа на Светия Дух“ и се счита за достопочтена от Католическата църква.
- Мария д’Есте (1644 - 1684), дъщеря на Франческо I и Мария Фарнезе. Тя е втората съпруга на Ранучо II Фарнезе (след сестра си Изабела, починала през 1666 г.) и като такава е херцогиня-консорт на Парма и Пиаченца.
- Мария Беатриче д’Есте, известна в Англия като Мария Моденска (1658 - 1718), дъщеря на Алфонсо IV д’Есте и Лаура Мартиноци, е омъжена за Джеймс II Стюарт и като такава е кралица-консорт на Англия, Шотландия и Ирландия от 1685 до 1688 г.
- Мария Беатриче д’Есте (1750 - 1829), дъщеря на Ерколе III д’Есте и Мария Тереза Чибо-Маласпина (последните херцози на Модена и Реджо) е омъжена за Фердинанд Карл Хабсбург-Лотарингски и на свой ред е последната херцогиня на Маса и принцеса на Карара.

## Други личности от семейство Есте
- Ацо V д’Есте (1125 - 1193), син на Обицо I д’Есте, свързан с историята за отвличането на Марчезела Аделарди, за която той вероятно се жени, донасяйки огромното богатство на Аделарди на семейството.
- Контардо д’Есте (1216 - 1249), син на Ацо VII д’Есте. Причислен е към католическите светци.
- Франческо д’Есте (? - 1312), маркиз на Есте, син на Обицо II д’Есте.
- Тадео д’Есте (около 1390 - 1448), кондотиер, син на Ацо IX д'Есте, през 1439 г. защитава Бреша срещу Николо Пичинино.
- Уго д’Есте (1405 - 1425), син на Николо III д’Есте, обезглавен по нареждане на баща си заради любовната си връзка с неговата мащеха Паризина Малатеста.
- Бертолдо д’Есте (1434 - 1463), син на Тадео д'Есте, кондотиер в служба на венецианците.
- Бертолдо I д’Есте (? - 1343), маркиз на Есте, жени се за Катерина да Камино.
- Франческо д’Есте (1325 -1384), маркиз на Есте, се жени за Катерина Висконти и Тадеа ди Барбиано.
- Ацо IX д’Есте (1344 - 1415), маркиз на Есте, жени се за Томазина Гуарниони, Ричарда да Камино и Амабилия ди Колалто.
- Бертолдо II д’Есте (? - 1463), без наследници, последен маркиз на град Есте
- Иполито II д’Есте (1509 - 1572), син на Алфонсо I д’Есте и на Лукреция Борджия, архиепископ на Милано, когато е само на десет години.
- Луиджи д’Есте (1538 - 1586), брат на Алфонсо II д’Есте, епископ и кардинал на Ферара през 1561 г. и папски легат във Франция през 1576 г.
- Алмерико д’Есте (1641 - 1660), син на Франческо I д’Есте
- Борсо д’Есте (1605 - 1657), заедно със съпругата си пораждат късия кадетски клон Есте ди Скандиано.
- Карло Емануеле д’Есте (1622 - 1695), от маркизите на Сан Мартино
- Риналдо III д’Есте (1618 - 1672), брат на Франческо I д’Есте, е кардинал през 1641 г. и е призован в Модена през 1647 г., за да управлява държавата.

## Основни военни и граждански обекти, свързани с Есте

### Ферара и провинция
Първото основно ядро от структури, построени от семейството, се състои от т. нар. Delizie Estensi, т.е. ваканционни дворци, почти всички на територията на провинция Ферара. Те представят значително способността на семейство Есте да повлияе културно през периода на Ренесанса върху пейзажа на делтата на река По и останалата част от района на Ферара, като по този начин помага за поставянето на града в списъка на обектите на ЮНЕСКО на Световното култуно наследство. Някои структури заслужават специално внимание:
- Замък на Есте (Castello Estense), Ферара
- Общинска палата (Palazzo Municipale), Ферара
- Дворец на диамантите (Palazzo dei Diamanti), Ферара
- Дворец „Парадизо“ (Palazzo Paradiso), днешна Общинска библиотека „Ариосто“, Ферара
- Дворец „Скифаноя“ (Palazzo Schifanoia), Ферара
- Дворец на Марфиза д’Есте (Palazzina di Marfisa d'Este), Ферара
- Дворец „Тасони Естенсе“ (Palazzo Tassoni Estense), Ферара
- Дворец „Троти Мости д’Есте“ (Palazzo Trotti Mosti d'Este), Ферара
- Делиция ди Бенвиганте (Delizia di Benvigante), Арджента
- Крепост „Стелата“ (Rocca di Stellata), Бондено
- Дворец „Мости“ (Palazzo Mosti), Бондено
- Крепост на Ченто (Rocca Cento),Ченто
- Губернаторски дворец (Palazzo del Governatore), Ченто
- Делиция ди Копаро (Delizia di Copparo), Копаро
- Вила „Менза“ (Villa della Mensa), Копаро
- Замък на Мезола (Castello di Mesola), Мезола
- Делиция дел Верджинезе (Delizia del Verginese), Портомаджоре
- Делиция ди Белригуардо (Delizia di Belriguardo), Вогера
- Ловна хижа „Ла Талята“ (Casino di caccia La Tagliata), Кодигоро
- Кула „Тиени“ (Torre Tieni), Фискаля
- Делиция ди Миляро – Дом Паванели (Delizia di Migliaro - Casa Pavanelli), Фискаля

### Модена и провинция
- Херцогски дворец (Palazzo Ducale), Модена
- Херцогска академия „Науки, писма, изкуство“ (Accademia nazionale di scienze, lettere e arti Palazzo Coccapani Imperiali), Модена
- Колеж на благородниците „Сан Карло“ (Collegio dei Nobili san Carlo), Модена
- Галерия на Есте (Galleria Estense), Модена
- Замък „Роке“ (Castello delle Rocche), Финале Емилия
- Замък на Формиджине (Castello di Formigine), Формиджине
- Херцогско параклисче (Cappelletta del Duca), Медола
- Херцогски дворец (Palazzo Ducale), Павуло нел Фриняно
- Крепост на Есте в Сан Феличе сул Панаро (Rocca estense di San Felice sul Panaro), Сан Феличе сул Панаро
- Гора „Саличета“ (Bosco della Salcieta), Сан Феличе сул Панаро
- Замък на Сестола (Castello di Sestola), Сестола
- Крепост на Виньола (Rocca di Vignola), Виньола

В Модена и нейната провинция има: 
- Дворец Херцогска казарма „Санта Маргерита“ (Palazzo Caserma Ducale Santa Margherita), Модена
- Херцогски затвор „Санта Еуфемия“ (Carcere Ducale Santa Eufemia), Модена
- Херцогски затвор „Саличета Сан Джулиано“ (Carcere Ducale Saliceta San Giuliano), Модена
- Колеж на благородниците „Сан Карло Дзока“ (Collegio dei Nobili san Carlo Zocca), Модена
- Колеж на благородниците „Вила Молца Кампосанто“ (Collegio dei Nobili Villa Molza Camposanto), Модена
- Казино на благородниците Палат „Таколи“ (Casino dei Nobili Palazzo Tacoli), Модена
- Херцогска болница „Св. Августин“ (Ospedale Ducale San'Agostino), Модена
- Вила „Пентетори Дукале“ (Villa Pentetorri Ducale), Модена
- Херцогски дворец Милиция на Есте Казарма „Санта Киара“ (Palazzo Ducale Milizia Estense Caserma Santa Chiara), Модена
- Херцогски дворец „Слижба за финансите на Есте“ (Palazzo Ducale Intendenza delle Finanze estensi), Модена
- Херцогска казарма „Кавалерия и каляски на драгуните на Есте“ (Caserma Ducale Cavallerizza e Carrozze dei Dragoni Estensi), Модена
- Херогски дворец – Палат „Форесто“ (Palazzo Ducale - Palazzo Foresto), Модена
- Замък и кула на Баджовара (Castello e torre di Baggiovara), Баджовара (подселище на Модена)
- Херцогско казино на Лезиняна (Casino Ducale Lesignana), Лезиняна (подселище на Модена)
- Пристанище и херцогски док на Бомпорто (Porto e Darsena Ducale di Bomporto), Бомпорто
- Замък на Кампогалиано (Castello di Campogalliano), Кампогалиано
- Херцогска вила на Корлето Формиджине (Villa Ducale del Corletto Formigine), Формиджине
- Замък „Магрета“ (Castello di Magreta), Формиджине
- Дозиле херцогски шлюз (Dosile Chiusa Ducale), Магрета (подселище на Модена)
- Гора шлюз „Пинчети“ (Bocchetta Chiusa Pincetti), Магрета
- Херцогски дворец „Служба на милицията“ (Palazzo Ducale Intendenza della Milizia), Мирандола
- Херцогски дворец (Palazzo Ducale), Сасуоло
- Дворец „Касиля“ (Palazzina della Casiglia), Сасуоло
- Херцогски дворец „Овиле“ (Palazzina Ducale detto Ovile), Сасуоло
- Дворец на херцогското Белведере (Palazzina del Belvedere Ducale), Сан Микеле ди Мукиети (подселище на Сасуоло)
- Ловно херцогско имение „Кастилие“ (Tenuta Ducale di Caccia delle Casiglie), Сасуоло
- Колеж на благородниците „Сан Карло“ (Collegio dei Nobili San Carlo), Сасуоло
- Херцогска вила „Графве Сора“ (Villa Ducale Conti Sorra), Кастелфранко Емилия
- Херцогски мост с кули (Ponte Ducale con Torrioni), Сан Чезарио сул Панаро
- Дворец Кастелацо „Троти Мости д'Есте (Palazzo Castellazzo Trotti Mosti D'Este), Палагано
- Дворец и Херцогска гора (Palazzina e Bosco Ducale), Лама Моконьо
- Вила „Фери“ (Villa Ferri), Сан Феличе сул Панаро
- Херцогски кули (Torrioni Ducali), Сан Просперо
- Замък „Кампори“ (Castello Campori), Солиера
- Херцогска фабрика за експлоадиращи продукти (Fabbrica Ducale Prodotti Esplodenti), Спиламберто

### Реджо Емилия
- Херцогски дворец (Palazzo Ducale), Ривалта (подселище на Реджо Емилия)
- Херцогски дворец на Ривалта (Palazzo Ducale di Rivalta), Реджо Емилия
- Крепост на Естен в Сан Мартино в Рио (Rocca Estense di San Martino in Rio), Сан Мартино ин Рио
- Крепост на Есте в Кастеларано (Rocca Estense di Castellarano), Кастеларано
- Замък Монтекио (Castello di Montecchio), Монтекио Емилия
- Крепост на Скандиано (Rocca di Scandiano), Скандиано
- Замък „Торичела“ (Castello della Torricella), Скандиано
- Замък „Арчето“ (Castello di Arceto), Скандиано
- Замък на Казалгранде (Castello di Casalgrande), Казалгранде
- Замък Каноса (Castello di Canossa), Каноса
- Дворец на принцовете (Palazzo dei Principi), Кореджо

В Реджо Емилия и провинция има още:
- Херцогска вила на Ривалтела (Villa Ducale di Rivaltella), Ривалтела (подселище на Реджо Емилия)
- Вила на Есте и Васка дей Корбели (Villa d’Este e la Vasca di Corbelli), Ривалта (подселище на Реджо Емилия)
- Херцогски дворец – Форт на Рубиера (Carcere Ducale - Forte di Rubiera), Рубиера
- Замък „Динацано“ (Castello di Dinazzano), Казалгранде
- Крепост на Кастелново ди Сото (Rocca di Castelnovo di Sotto), Кастелново ди Сото
- Форум „Боарио“ – Казарма „Цуки“ (Foro Boario - Caserma Zucchi), Реджо Емилия
- Склад „Салони“ (Deposito Stalloni), Реджо Емилия
- Замък на Сан Поло д'Енца (Castello di San Polo d'Enza), Сан Поло д'Енца
- Акведукт на херцог Борсо д'Есте (Acquedotto del Duca Borso d'Este), Сан Поло д'Енца

### Гарфаняна
- Крепост на Веруколе (Fortezza delle Verrucole), Сан Романо ин Гарфаняна
- Крепост на Монт'Алфонсо (Fortezza di Mont'Alfonso), Кастелнуово ди Гарфаняна

### Други италиански провинции
- Дворец на Есте (Palazzo Estense), Варезе
- Вила „Мирабело“ (Villa Mirabello), Варезе
- Вила д'Есте (Villa d'Este), Чернобио
- Вила д'Есте (Villa d'Este), Тиволи
- Фондако дей Турки (Fondaco dei Turchi), Венеция
- Замък „Катахо“ (Castello del Catajo), Падуа
- Карарезски замък на Есте (Castello carrarese di Este), Есте
- Дворец „Калканини“ (Palazzo Calcagnini), Флоренция
- Херцогски дворец (Palazzo Ducale), Маса
- Дворец „Чибо Маласпина“ (Palazzo Cybo Malaspina), Карара
- Крепост „Маласпина“ (Rocca Malaspina), Маса
- Дворец на доктора (Palazzo Del Medico), Карара

В други италиански провинции също има:
- Херцогски пирамиди (Piramidi Ducali), Абетоне
- Крепост на Есте (Rocca Estense), Луго
- Замък на Фузиняно (Castello di Fusignano), Фузиняно
- Замък на Котиньола (Castello di Cotignola), Котиньола
- Крепост на Конселиче (Rocca di Conselice), Конселиче
- Крепост на Есте (Rocca estense), Маса Ломбарда
- Замък на Сант Агата (Castello di Sant'Agata), Сант'Агата сул Салтерно
- Замък или Дворец „Папини“ (Castellaccio o Palazzo Papini), Банякавало
- Дворец „Торфанини“ (Palazzo già Torfanini), Болоня
- Преториански дворец (Palazzo Pretorio), Кастелнуово Скривия
- Дворец „Орилолес д'Есте“ (Palazzo Orioles D'Este), Торторичи
- Дворец „Ориолес д'Есте“ (Palazzo Orioles D'Este), Палермо
- Замък „Маласпина“ (Castello Malaspina), Карара

### В други страни
- Замък „Вилденварт“ (Castello di Wildenwart), Бавария, Германия
- Дворец „Модена“ (Palazzo Modena), Виена, Австрия
- Моденапарк (Modenapark), Виена

## Герб
Гербът на Дом Есте се състои от сребърен орел на светлосин фон, който носи семейното знаме от 1239 г. Светлосиньото е цветът, използван от фракцията на гвелфите, докато гибелините използват предимно червено. Трите лилии на синьо поле, назъбено в сребърно, са добавени от маркиз Николо III д’Есте, на когото Шарл VII, крал на Франция, дава желаната привилегия. Императорският орел на златен фон обозначава имперския феод Модена и Реджо, получен през 1452 г. от император Фридрих III, който му дава императорския орел на златен фон за обозначаване на имперския феод на Модена и Реджо и в същото време орелът, разделен надлъжно на сребърна половина на син фон и другата черна половина на златен фон, представлява Графство Ровиго, създадено по онова време. 
Папските ключове са символът на обновената инвеститура на Ферара от папа Сикст IV на Ерколе I д’Есте през 1474 г., както и триарата на викариата на Църквата. 
Гонфалонът е поставен през 1368 г. по повод назначаването на маркиз Николо II д’Есте за вечен гонфалониер на Светата Римска църква.
- Пръв герб на сем. Есте от 1239 до 1431 г.
- Герб на сем. Есте от 1431 до 1452 г.
- Герб на сем. Есте от 1452 до 1471 г.
- Герб на сем. Есте през 1471 г.
- Герб на сем. Есте от 1471 до 1535 г.
- Герб на се. Есте от 1535 до 1741 г.
- Герб на сем. Есте от 1741 до 1803 г.
- Герб на сем. Хабсбург-Есте
- Герб на сем. Есте Ориолес

## Девиз
Не е възможно със сигурност да се припише девиз на семейство Есте. Девизът, погрешно свързван с цялото семейство: Ab insomni non custodita Dracone, всъщност трябва да бъде свързан само с един от неговите знаменити представители, кардинал Иполито I д’Есте, брат на Алфонсо I д’Есте и син на Ерколе I д’Есте. Връзката между трите семейства Есте и конкретния исторически момент, в който са живели, с Херцогство Ферара, Модена и Реджо в периода на най-голямото му значение, подхранва това убеждение.
През 1921 г. е публикуван том, озаглавен Ferrara - Ab insomni non custodita dracone, който още от заглавието се отнася до хералдиката, със значения, които не могат да бъдат дешифрирани и с изрично позоваване на орела на Есте и името на града, и това също създава вярата, че че тази фраза на латински и от класически произход е девиз на дома.
На кулата на лъвовете на Замъка на Есте може да се види мраморна плоча, реставрирана в началото на XXI век, носеща надпис Wor Bas, навярно със значението „Винаги напред“ и по-вероятно трябва да се разбира като девиз на дома.

## Лобни места на Есте
Местата за погребения на сем. Есте са най-разнообразни.
Във Ферара много личности от династията почиват в манастира „Корпус Домини“ и в малката базилика „Сан Франческо“.
Борсо д’Есте почива в Монументалното гробище „Чертоза“ във Ферара.
Много почиват в Модена, в църквата „Сан Винченцо“ и в Императорската крипта на Капуцинеркирхе във Виена.
Други са в Абатство „Вангадица“ в Бадия Полезине, в катедралата на Ферара „Сан Джорджо“, в църквата „Рождество Христово“ в Скандиано и в гробището „Губиано“ във Варезе.

## В памет на Есте

### Архитектура
- Дворец на Марфиза д'Есте (Palazzina di Marfisa d'Este), историческа сграда от XVI век във Ферара
- Дворец на Есте (Palazzo Estense), резиденция на Франческо III д’Есте във Варезе
- Зала на Есте (Sala Estense), театрална зала във Ферара
- Вила д'Есте (Villa d'Este) в Тиволи
- Вила д'Есте (Villa d'Este) в Чернобио
- Вила д'Есте в Куиринале (Villa d'Este al Quirinale), първото ядро на Дворец „Куиринале“ в Рим.

### Астрономия
- Кратер „Есте“ (Cratere d'Este) – ударен кратер на Венера, кръстен на Изабела д’Есте

### География
- Лидо дели Естенси (Lido degli Estensi), курорт в Провинция Ферара
- Романя естенсе (Romagna estense), територии, които са били част от териториите на Дом Есте
- Вила Естенсе, община в Провинция Падуа.

### Музеи и култура
- Университетска библиотека „Естенсе“ на Моденския университет (Biblioteca Estense universitaria di Modena), държавна обществена библиотека в двореца на Музеите на Модена
- Библия на Борсо д’Есте (Bibbia di Borso d'Este), илюстрован ръкопис, принадлежал на Борсо д’Есте
- Галерия Естенсе (Galleria Estense), музей в Модена
- Музей на надгробните плочи на Есте (Museo lapidario estense), музей в Модена

### Други
- Alfa Romeo 6C 2500 SS Villa d'Este, модел кола, произвеждан от 1949 до 1952 г. от Алфа Ромео
- Brigata Estense, войска на Херцогство Модена и Реджо
- Контеза естенсе (Contesa estense, букв. Исторически спор), исторически турнир в Луго
- Coop Estense, кооператив на потребителите със седалище в Модена

### Исторически възстановки
- Палио на Ферара: конно надбягване, родено, за да се отпразнува победата в Касано д'Ада на Ацо VII д’Есте през 1259 г. Впоследствие е празник по случай  номинирането за херцог на Борсо д’Есте през 1471 г. от страна на папа Павел II.
- Контеза Естенсе (Contesa Estense, букв. „Исторически спор“): исторически турнир, който се провежда в Луго.
- Куинтана Чибеа (Quintana Cybea) в Маса: историческа възстановка, свързана отчасти и с отношенията, които Маса има с Модена и със Сеньорията на Есте.[64][65]
- В двора на Есте (Alla Corte degli Estensi): град Есте си припомня за влизането в града на Ацо VII д’Есте през 1259 г. (същото събитие е отбелязано на Палиото във Ферара).[66]
- Финалестенсе (Finalestense): паради, игри, артистично палио и възстановки и с исторически групи във Финале Емилия през юни, от 1995 г. насам.

## Обяснителни бележки
1. ↑  Ерколе III д’Есте (1727–1803), херцог на Модена и Реджо от 1780 до 1796 г. и неговият зет Фердинанд Карл Хабсбург-Лорена (1754–1806) са единствените двама херцози на Брайзгау и Ортенау, съответно от 1801 до 1803 г. и от 1803 до 1805 г.
2. ↑  Реалният и последен потомък на този кадетски клон е херцог Франц V, който умира през 1875 г. Все пак Франц V дава името, титлите и голяма част от наследството си на братовчед си Франц Фердинанд Хабсбург-Лотарингски с условието той да прибави името „Есте“ към фамилията си; но Франц Фердинанд не е реален потомък на Есте и неговите синове са родени от морганатичен брак. Все пак император Карл I предоставя герба, титлите и името „Австрия-Есте“ на своя син Роберт и на потомците му.
3. ↑  Алберто Ацо II д’Есте става маркиз на Есте към 1039 г.; анонимният автор на важна имперска хроника, за която се смята, че е редатирана към 1150 г. в бенедиктинското абатство Нинбург в Саксония-Анхалт, Германия, известен като'Аналиста Саксо, когато говори за неговия брак с Кунигунда от Алтдорф, го споменава като маркиз на Есте в Северна Италия (Лонгобардия) (Monumenta Germaniae Historica, Scriptores, tomus VI, Annalista Saxo, anno 1126, с. 764.
4. ↑  Ерколе III д’Есте (1727–1803), херцог на Модена и Реджо от 1780 до 1796 г., умира без законни мъжки наследници на 14 октомври 1803 г. Неговата дъщеря Мария Беатриче д’Есте се омъжва през 1771 г. за Фердинанд Карл Хабсбург-Лотарингски, син на ерцхерцогинята на Австрия Мария Терезия Австрийска-Есте и на Императора на Свещената Римска империя Франц I Лотарингски (основатели на династията Хабсбург-Лотаринги); така двойката дава началото на нов клон – този на Австрия-Есте. Мария Беатриче умира на 14 ноември 1829.
5. ↑  Graziano Delrio, в увода към Atlante estense, припомня важното присъствие на семейство Есте в Реджо Емилия, като влияние върху градоустройството, архитектурата, използването на земеделски земи, културния растеж и, макар и често в контраст с херцогската власт, същото чувство за гражданска общност..
6. ↑  Тициано Талиани припомня, че историята на семейство Есте е неразривно свързана с тази на Ферара, която благодарение на тях се превръща в столица от европейско значение. Вж. Claudio Maria Goldoni, Atlante estense, 2011, с. 7